# 祖納地崎
祖納地崎（そないちざき）は、日本の八重山諸島・与那国島の北に位置する無人島である。全島が沖縄県八重山郡与那国町に属する。

## 概要
与那国島の北部に位置する祖納集落の北方にある小島である。
与那国島最大の集落である祖納に近接していることから、この島では1975年（昭和50年）から地方港湾である祖納港の整備が進められ、2005年（平成17年）には2,000トン級の岸壁が完成している。この整備にともなって、防波堤ほかの港湾設備も設けられた。
また、祖納との間に沖縄県道217号与那国港線が建設され、波多橋（ナンタ橋）で結ばれている。波多橋（ナンタ橋）は、1981年（昭和56年）に完成したもので、2007年（平成19年）6月に新橋に架け替えられている。